# Активатор (белки)
Белки-актива́торы (от лат. activus — активный, деятельный) — белки, которые при ассоциации с ДНК усиливают транскрипцию данного гена.
Классический пример белка-активатора — Gal8, который активирует гены, ответственные за усвоение галактозы дрожжами. В свою очередь, белки, вызывающие подавление (репрессию) транскрипции называются белками-репрессорами. Классическим примером репрессора служит LacI, подавляющий экспрессию оперона утилизации лактозы у кишечной палочки.

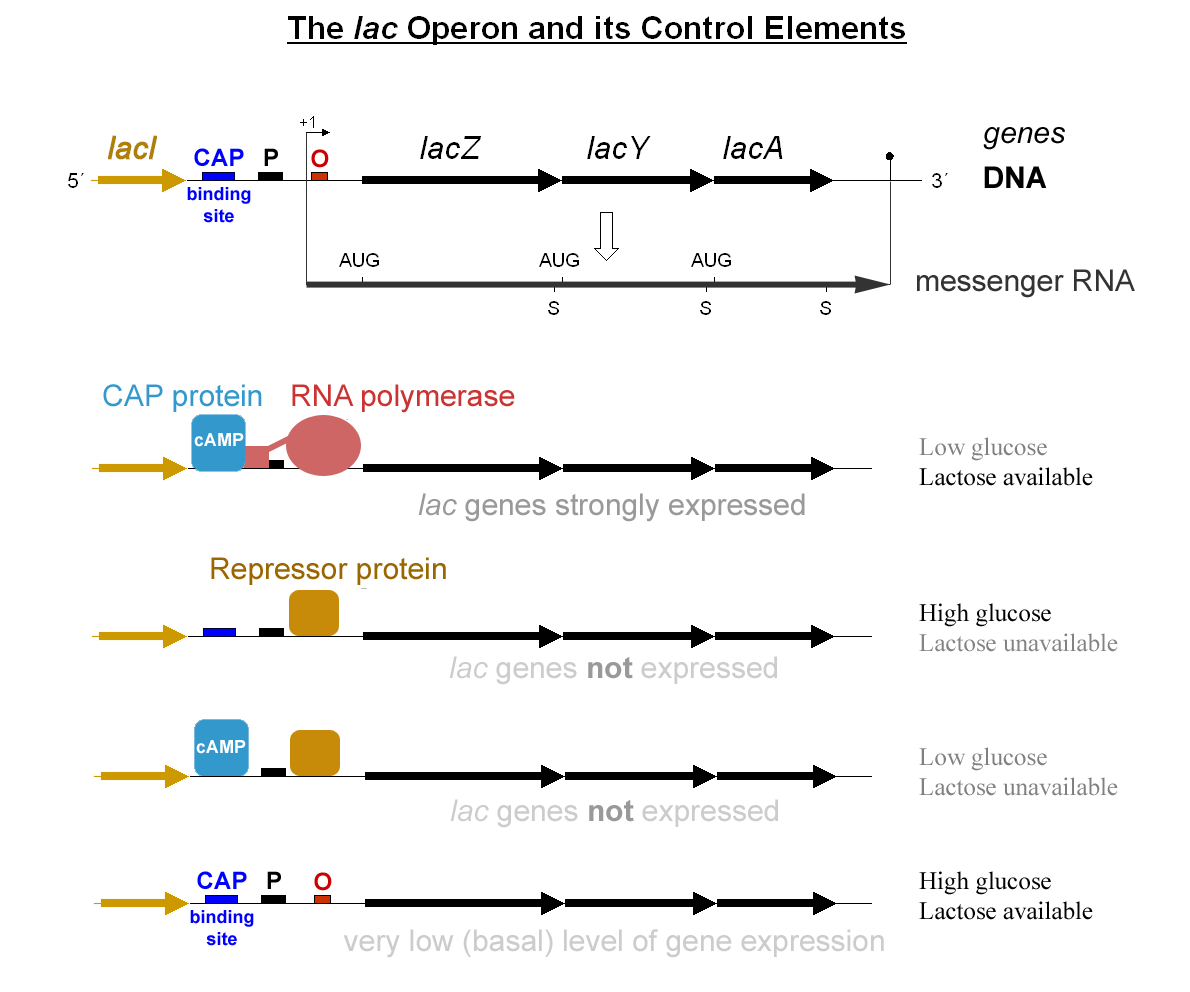
lac operon in detail